# Sonny Costanzo
Dominic „Sonny“ Costanzo (* 7. Oktober 1932 in New York City; † 30. Dezember 1993 in New Haven (Connecticut)) war ein US-amerikanischer Jazzposaunist und Bigband-Leader.

## Leben und Wirken
Costanzo arbeitete in den Bands und Orchestern von Les und Larry Elgart, Woody Herman, im Thad Jones/Mel Lewis Orchestra, im Kai Winding-Septett und 1968–1978 in der Clark Terry Big Band, bevor er 1979 die Sonny Costanzo Big Band gründete. Mit ihr spielte er im Stile des Count Basie Orchestra, begleitete Tony Bennett und trat vorwiegend im Nordosten der Vereinigten Staaten auf. Solisten des 17-köpfigen Orchesters waren neben Costanzo die Trompeter Jeff Holmes und Gaeton Veilleux, der Tenorsaxophonist Dick Burlant und der Altsaxophonist Sal Libero. Er war in den 1980er Jahren auch in der Tschechoslowakei tätig, wo er mit Kamil Hálas Jazzový orchestr Československého rozhlasu (Radio-Jazz-Orchester) und Laco Déczis Formation Jazz Celula arbeitete.

## Diskographische Hinweise
- Sonny Costanzo and the Big Band – New Beginning (Golden Crest, 1979)
- Sonny Costanzo/JOČR – Na Sonnyho Straně Ulice / On the Sonny's Side of the Street (Panton, 1981)
- The Sonny Costanzo Jazz Orchestra – Sonny's on the Money (Stash, 1992) mit Peter Appleyard, Jimmy Heath, Clark Terry, Marlene VerPlanck
- Promises to Keep (Cesky Rozhlas, 1990–92, ed. 2002)
- Splendor in the Brass (1992)